# فرانز دينرت
فرانز دينرت (بالألمانية: Franz Dienert)‏ (1 يناير 1900 – تاريخ الوفاة غير معروف) لاعب كرة قدم ألماني راحل كان يجيد اللعب في خط الهجوم .
لعب طوال مسيرته الرياضية في نادي مولبورغ.
تم استدعائه للمشاركة مع منتخب ألمانيا ولكنه لم يلعب أي مباراة دولية. شارك مع منتخب ألمانيا في بطولة كأس العالم 1934 في إيطاليا حيث احتل المركز الثالث.

## وصلات خارجية
- فرانز دينرت على موقع الاتحاد الدولي (مؤرشف)  (الإنجليزية)
- فرانز دينرت على موقع Soccerway.com (الإنجليزية)
- فرانز دينرت على موقع عالم كرة القدم.نت (الإنجليزية)

- سيرة ذاتية